# Sóskút
Sóskút ([ˈʃoːʃkuːt]IPA, slovensky Šoškút) je obec v maďarském regionu Közép-Magyarország, v župě Pest v okrese Érd. Název obce v překladu znamená „solná studna“.

## Poloha
Obec se nachází v nížině, na silnici, dálnici M7 na trase Budapešť–Balaton. Nejbližší sousední obcí je Érd.

## Historie
V Sóskútu byly nalezeny stopy po osídlení v období neolitu, doby měděné a bronzové, jakož i pozůstatky římské kultury. Obec se proslavila vápencovým kamenolomem, z něhož bylo postaveno množství budov v Budapešti. Od roku 2000 žije v obci v nově postaveném zámku Jiří Habsbursko-Lotrinský (Habsburg György) s rodinou.

## Pamětihodnosti
- V obci je římskokatolický kostel zasvěcený Bohorodici (Panně Marii), kostelní věž je 28 m vysoká.